# Problème de la formation des structures
Le problème de la formation des structures est une énigme cosmologique. En voici l'idée générale.
Le modèle standard du Big Bang décrit notre Univers comme ayant un très haut degré d'homogénéité à grande échelle. Lorsqu'on le regarde de plus près, on s'aperçoit de la présence des amas de la matière que constituent les galaxies. Le problème est le suivant : comment ces « tas » de matière ont-ils pu se former si notre univers était homogène et uniforme ?  
En réalité, durant les premiers instants de l'univers, celui-ci n'était pas parfaitement homogène : il y avait des minuscules zones où la densité de matière étaient légèrement plus élevée qu'ailleurs. Ensuite, grâce à la gravité, ces petites zones se sont agrandies de plus en plus, pour former des amas de matière plus grands, qui eux-mêmes se grouperont, formant des amas encore plus grands, et ainsi de suite. Au fil de l'histoire, ces amas deviendront les étoiles, les galaxies, et cetera, jusqu'à donner l'univers que nous connaissons aujourd'hui.
Le problème n'en est pas pour autant résolu, puisqu'à ce stade, rien ne nous indique ce qui a causé ces agglomérats, dans un univers si homogène.  La solution peut être trouvée en faisant appel au principe d'incertitude quantique et au cadre inflationnaire.
Grossièrement, le principe d'incertitude nous dit qu'il n'est pas possible de connaître simultanément deux informations sur un objet, prenons un champ par exemple. Cela veut donc dire que la valeur de ce champ pourra varier à divers endroits à un rythme quelconque. La valeur du champ en un point précis peut donc fluctuer frénétiquement. Ce sont ces agitations qui ont causé ces petites « agglomérations de matière ».
Cela peut sembler absurde, vu que ces fluctuations ont lieu dans un contexte subatomique. C'est là qu'intervient l'inflation : comme l'univers a subi une brusque expansion, (sa taille aurait augmenté d'un facteur de 101000000), ces petites agglomérations se sont retrouvées étirées sur des distances beaucoup plus grandes : elles ont été poussées jusqu'à l'échelle macroscopique. Causant ainsi les petits paquets de matière, qui, au fil du temps, deviendront les étoiles et les galaxies.

## Sources
- Brian Greene, L'univers élégant, Gallimard, coll. « Folio essais », 2005,  (ISBN 2-07-030280-6)
- Brian Greene, La magie du Cosmos : L'espace, le temps, la réalité : tout est à repenser, Robert Laffont, 2005,  (ISBN 2-221-09555-3)